# Vrbatovo návrší
Vrbatovo návrší v Krkonoších se nachází na hřebeni s názvem Krkonoš mezi hlavním vrcholem Harrachovy kameny a vrcholem Zlaté návrší. Po hřebeni prochází hranice Špindlerova Mlýna a Vítkovic, která je zároveň hranicí Libereckého a Královéhradeckého kraje. Návrší leží asi 5 km severozápadně od Špindlerova Mlýna a 7 km severovýchodně od Rokytnice nad Jizerou, asi 3 km jižně od státní hranice s Polskem.

## Přístup
Přístup je možný po červené značce od Špindlerova Mlýna přes Horní Mísečky nebo z druhé strany od Rokytnice přes Dvoračky. Další možností je přístup od Labské boudy, vzdálené asi 2 km severně.
Nedaleko pod vrcholem končí Masarykova horská silnice z let 1934–1936, úsek z Horních Míseček je částí silnice II/286, ale pro veřejný provoz nepřístupný. V letní sezóně jezdí z Horních Míseček až k Vrbatově boudě autobusová linka za zvláštní jízdné.

## Mohyla

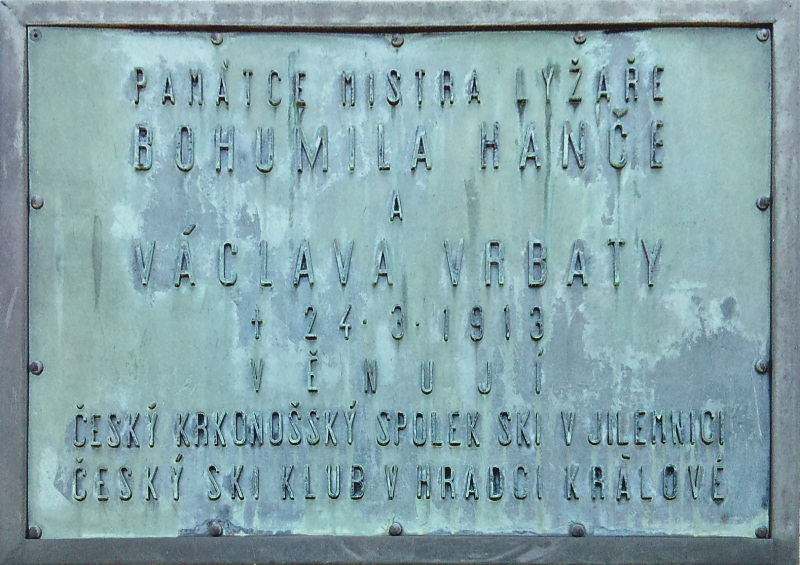
Tabulka na mohyle Hanče a Vrbaty

Vrbatovo návrší je pojmenováno po Václavu Vrbatovi a přímo na vrcholu stojí Mohyla Hanče a Vrbaty na paměť tragické smrti Václava Vrbaty a Bohumila Hanče během mezinárodního závodu v běhu na lyžích na 50 kilometrů, konaném 24. března 1913. Během závodu se extrémně zhoršilo počasí, za vysokého větru přišla sněhová vánice a výrazně poklesla teplota. Kromě Bohumila Hanče se podařilo všechny závodníky zastavit a závod zrušit. Vrbata tehdy poskytl Hančovi při pokusu o jeho záchranu část svého oděvu, čímž nakonec obětoval i svůj život – jeho zmrzlé tělo bylo nalezeno právě v těchto místech. Na jeho památku je dnes 24. březen slaven jako Den Horské služby.
Za horkých letních dní bývá na mohyle pozorován Eliášův oheň.
Asi 150 metrů jihovýchodně od vrcholu stojí Vrbatova bouda, necelých 300 metrů SSV od ní se nachází Hančův pomník.